# Simon Dittrich

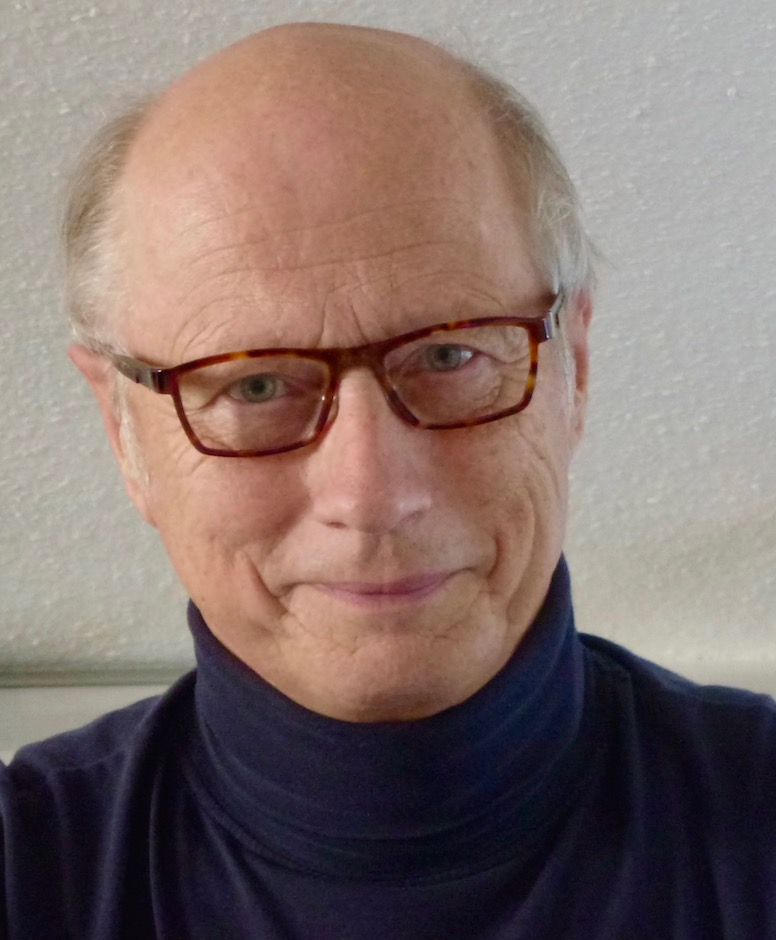
Simon Dittrich

Simon Dittrich (* 13. Januar 1940 in Teplitz-Schönau, Reichsgau Sudetenland; † 3. Februar 2024 in Stuttgart)  war ein deutscher Maler und Graphiker.

## Leben

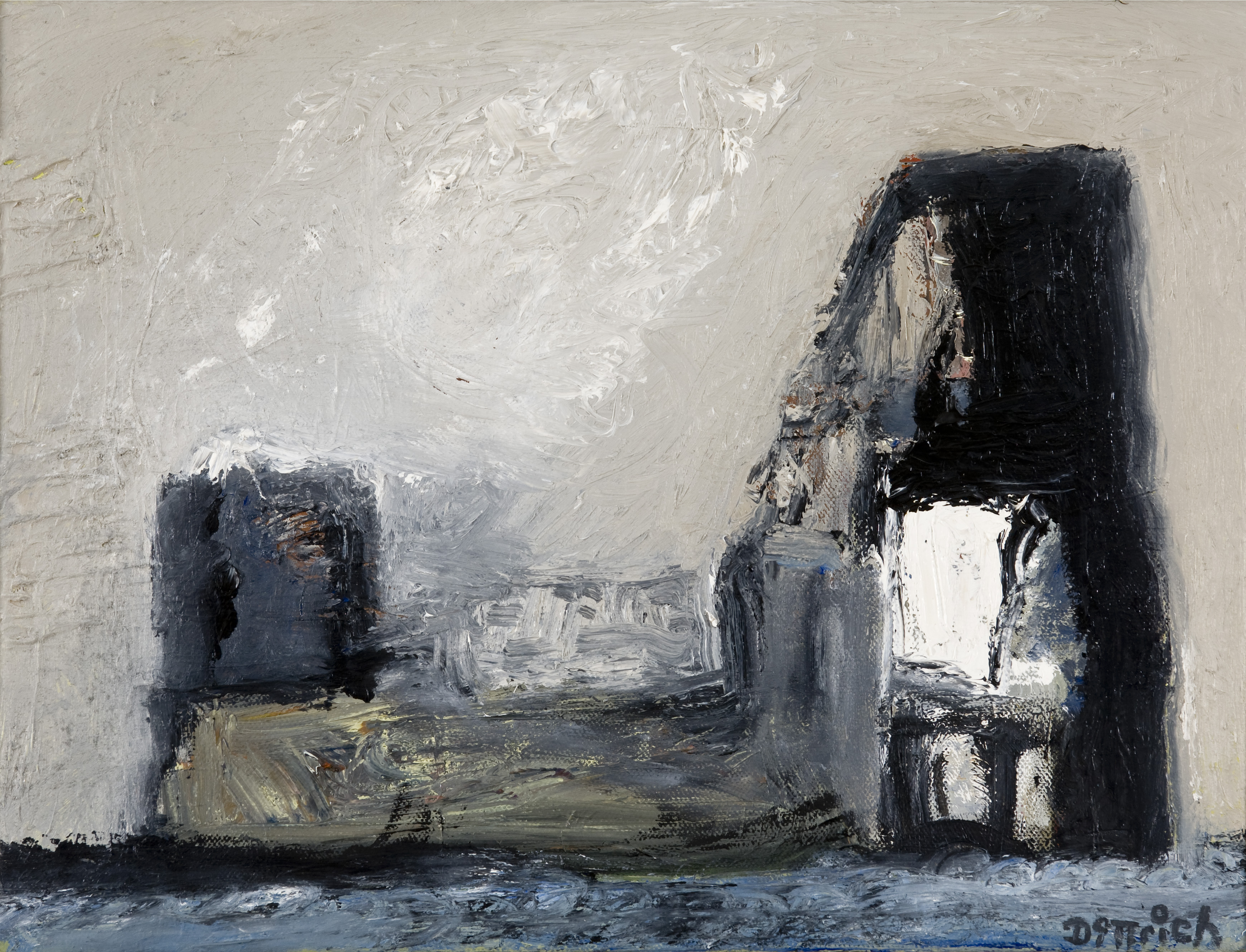
Simon Dittrich: Philosophenhaus (Öl, 2008)

Ab 1961 studierte Simon Dittrich an der Hochschule für Bildende Künste Berlin. Er erhielt ein Stipendium der Studienstiftung des deutschen Volkes und wurde Meisterschüler bei Hann Trier. 1967 hatte Simon Dittrich seine erste Einzelausstellung im Kunstverein Ulm, der bis heute weit über 200 Einzelausstellungen folgten. Die Künstlermonographie Simon Dittrich erschien 1975. Seit 1976 erschienen verschiedene Mappenwerke über Fabeln, historische Figuren und Personen wie Kant und Kleist sowie verschiedene Städtebilder.
Werke von Simon Dittrich befinden sich in  in- und ausländischen öffentlichen und privaten Sammlungen.
2002 wurde Dittrich als ordentliches Mitglied der Klasse der Künste und Kunstwissenschaften in die Sudetendeutsche Akademie der Wissenschaften und Künste berufen.
Simon Dittrich lebte und arbeitete in Stuttgart, München, in der Toskana und in der Steiermark.

## Preise und Auszeichnungen
- 1967: Röhm und Haas Preis der „2. Internationale der Zeichnung“ Darmstadt
- 1968: Villa-Romana-Preis
- 1971: Förderpreis für Bildende Kunst der Landeshauptstadt München
- 1985: Sudetendeutscher Kulturpreis für bildende Künste und Architektur
- 1992: Stadtmaler in Bremervörde
- 2002: Aufnahme in die Sudetendeutschen Akademie der Wissenschaften und Künste

## Mappenwerke
- Münchhausen (mit zehn Siebdrucken). Braunschweig 1972.
- Simon Dittrich zu den Fabeln von LaFontaine (mit zehn Farbradierungen). Braunschweig 1976.
- Historische Figuren (mit acht Farbradierungen). Braunschweig 1977.
- Gotthold Ephraim Lessing (mit acht Farbradierungen). Braunschweig 1978.
- Immanuel Kant: Über die Wiederherstellung der ursprünglichen Anlage zum Guten in ihrer Kraft. Broschur. Neu-Isenburg 1978.
- Historische Figuren (mit sechs Farbradierungen). Frankfurt am Main 1979.
- Heinrich von Kleist: Über das Marionettentheater (mit sechs Farbradierungen). Neu-Isenburg 1979.
- Blumenstilleben (mit drei Farbradierungen). Offenbach am Main 1981.
- Zirkusspiele (mit drei Lithographien). Offenbach am Main 1984.
- Durch die Lüfte (mit drei Lithographien). Offenbach am Main 1985.
- Goethe: Maximen und Reflexionen (mit zwei Radierungen). Broschur. Neu-Isenburg 1995.